# Northrop Tacit Blue

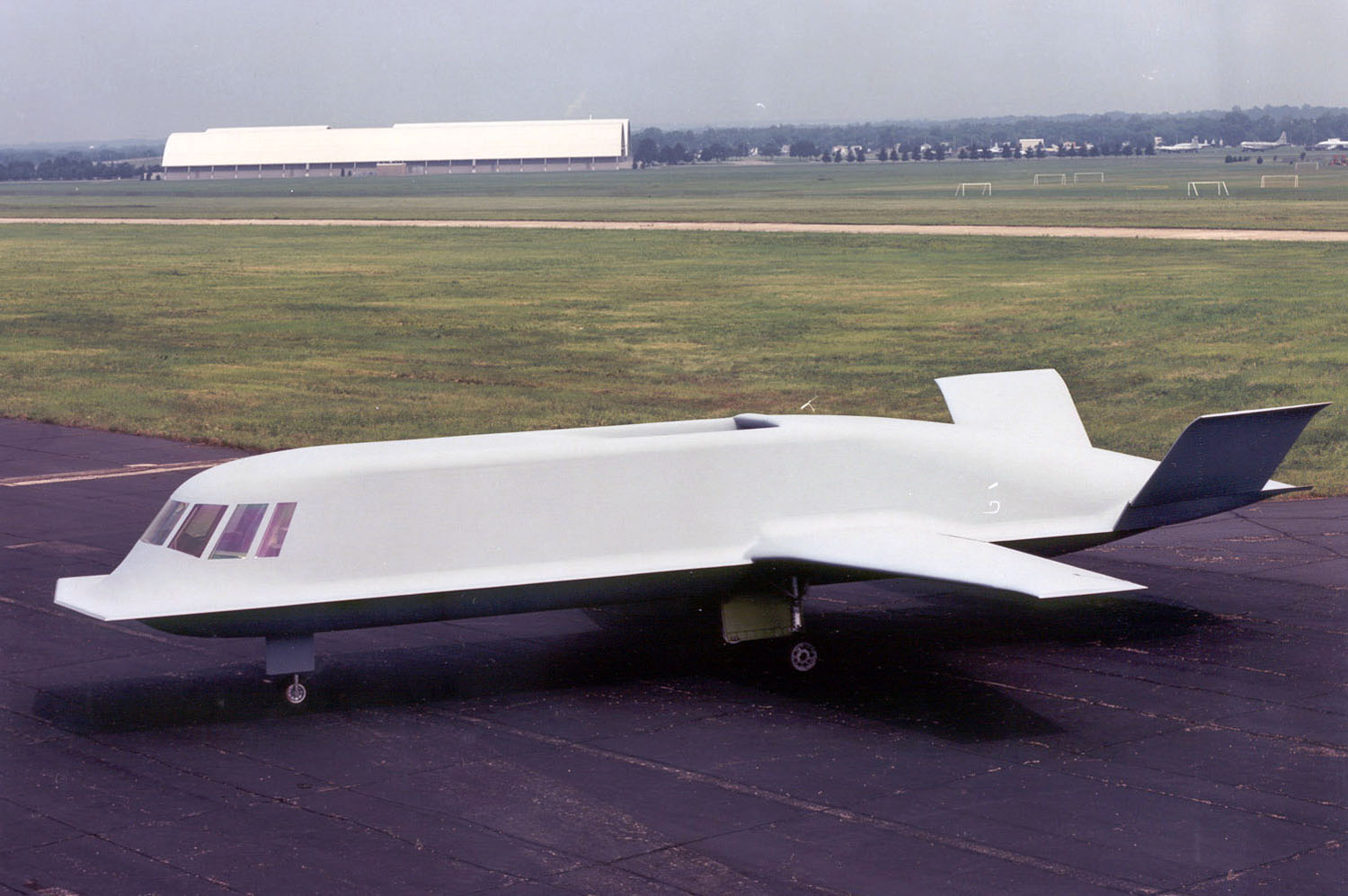
Northrop Tacit Blue

Northrop Tacit Blue foi um avião de demonstração de tecnologia criado para demonstrar que uma aeronave furtiva de baixa observação e baixa probabilidade intercepção por radar ou outros sensores poderiam operar perto da linha de batalha e com um alto grau de sobrevivência.